# Eburodacrys mancula
Eburodacrys mancula là một loài bọ cánh cứng trong họ Cerambycidae.